# Mandioca
Manihot esculenta, conhecida como mandioca, macaxeira, aipim, castelinha, uaipi, mandioca-doce, mandioca-mansa, maniva, maniveira, pão-de-pobre, mandioca-brava e mandioca-amarga, é uma planta da família das Euphorbiaceae. Esta planta é nativa da América do Sul, no entanto está presente em muitas regiões do mundo.
O seu consumo só pode ocorrer depois de uma etapa de cozimento que reduza o conteúdo de HCN (cianeto de hidrogênio) para níveis muito baixos. Como o cianeto de hidrogénio é muito volátil, a sua redução ocorre devido à temperatura de cozimento, o que ocasiona a evaporação do composto.
É a terceira maior fonte de carboidratos nos trópicos, depois do arroz e do milho, e é um dos principais alimentos básicos no mundo em desenvolvimento, existindo na dieta básica de mais de meio bilhão de pessoas. Espalhada para diversas partes do mundo, tem hoje a Nigéria como seu maior produtor.

## Etimologia
"Mandioca" origina-se do termo tupi mãdi'og, mandi-ó ou mani-oca, que significa "casa de Mani", sendo Mani a deusa benfazeja dos guaranis que se transforma em mani-oca. "Aipim" origina-se do termo tupi ai'pi. "Maniva" origina-se do termo tupi mani'iwa.
No Brasil, o termo mandioca-amarga ou mandioca-brava é utilizado para as plantas com teor de ácido cianídrico (HCN) superior a 100 mg/kg; enquanto que o termo macaxeira, mandioca-mansa, mandioca de mesa ou aipim, é utilizado nas plantas que possuem menos de 50 mg de HCN por kg de raiz fresca sem casca.

## Doenças fitossanitárias
As doenças estão entre as principais causas da queda de produção e produtividade da cultura da mandioca. No estado do Pará, a exemplo, as podridões radiculares são responsáveis pelas maiores perdas.
Podridão Radicular – Afeta principalmente os cultivos da região norte. Estima-se que na região amazônica em áreas de várzea a perda chegue a mais de 50% e, em áreas de terra firme, 30%. Já em áreas que detêm solos com má drenagem da água da chuva observa-se que estas perdas são, na maioria dos casos, totais.
A sintomatologia observada nas raízes permite distinguir em dois grupos de podridões:
a) Podridão mole: Os agentes etiológicos são espécies de Phytophthora e Pythium, atualmente classificados no reino Chromista (Stramenopila). Tais organismos fitopatogênicos infectam as plantas, causando podridão-mole, decorrente de características necróticas dos patógenos que atuam na maceração dos tecidos de reserva, levando a desintegração das raízes, que liberam um odor forte e característico. O amarelecimento e murcha da parte aérea da planta são sintomas reflexos do apodrecimento das raízes, geralmente observado a partir do 2 ou 3 meses de intensa ocorrência de chuvas.
b) Podridão Seca: Especies de Fusarium, Scytalidium, Lasiodiplodia e Diplodia são os principais agentes etiológicos da podridão-seca, a qual se caracteriza pela ocorrência de áreas necróticas secas e/ou pontuações enegrecidas nos tecidos internos das raízes e também na casca.

## Sinônimos
Sinônimos e nomes arcaicos:
- Janipha aipi (Pohl) J.Presl
- Janipha manihot (L.) Kunth
- Jatropha aipi (Pohl) A.Moller
- Jatropha diffusa (Pohl) Steud.
- Jatropha digitiformis (Pohl) Steud.
- Jatropha dulcis J.F.Gmel.
- Jatropha flabellifolia (Pohl) Steud.
- Jatropha loureiroi (Pohl) Steud.
- Jatropha manihot L.
- Jatropha mitis Rottb.
- Jatropha paniculata Ruiz & Pav. ex Pax
- Jatropha silvestris Vell.
- Jatropha stipulata Vell.
- Mandioca aipi (Pohl) Link
- Mandioca dulcis (J.F.Gmel.) D.Parodi
- Mandioca utilissima (Pohl) Link
- Manihot aipi Pohl
- Manihot aypi Spruce
- Manihot cannabina Sweet
- Manihot diffusa Pohl
- Manihot digitiformis Pohl
- Manihot dulcis (J.F.Gmel.) Baill.
- Manihot edule A.Rich.
- Manihot flabellifolia Pohl
- Manihot flexuosa Pax & K.Hoffm.
- Manihot guyanensis Klotzsch ex Pax
- Manihot loureiroi Pohl
- Manihot melanobasis Müll.Arg.
- Manihot sprucei Pax
- Manihot utilissima Pohl

## Cultivares (variedades)
A cultura da mandioca apresenta ampla variabilidade genética representada pelo grande número de cultivares disponíveis no Brasil, seu local de origem. Até 2006 já haviam sido catalogadas, apenas no Brasil, mais de 4 mil delas mantidas em coleções e bancos de germoplasma de várias instituições de pesquisa. A maioria dessas cultivares é fruto do trabalho de seleção e conservação dos agricultores em suas lavouras durante anos seguidos. São as chamadas variedades crioulas.
O ciclo cultural da mandioca é o período que vai do plantio à colheita. As cultivares de mandioca têm ciclos que variam de 6 a 36 meses e, com base neles, são classificadas em:
- Precoces (ciclo de 10 a 14 meses);
- Semiprecoces (ciclo de 14 a 16 meses);
- Tardias (ciclo maior que 18 meses).

A mesma cultivar dificilmente se comporta de forma semelhante em todos os locais pois, por apresentar alta interação do genótipo com o ambiente, caracteriza-se por adaptação localizada, podendo o comportamento de uma mesma cultivar variar até entre lavouras de agricultores da mesma região, em decorrência de diferenças de solo ou de manejo do cultivo.
É considerada planta rústica e com ampla capacidade de adaptação, sendo cultivada em todas as regiões tropicais, adaptando-se às mais variadas condições de clima e solo. Independentemente de sua ampla variabilidade genética e de sua interação com o ambiente, os principais parâmetros ecológicos da mandioca são constituídos por temperatura, radiação solar, fotoperíodo, regime hídrico e solo.
O principal critério utilizado na seleção de cultivares para consumo humano é a existência de baixo teor de ácido cianídrico nas raízes. Características como tempo de cozimento das raízes, palatabilidade, ausência de fibras na massa cozida e resistência à deterioração após a colheita também devem ser consideradas.
As cultivares recomendadas para a alimentação animal devem apresentar alto rendimento de raízes e da parte aérea, boa retenção foliar, alto teor de proteína nas folhas e teor mínimo de ácido cianídrico, tanto nas folhas como nas raízes.

## Composição nutricional
A mandioca é rica em fibras, isenta de glúten e possui 3 vezes mais calorias que a batata. Possui dois tipos de carboidrato: a amilopectina e a amilose.
Valor nutricional por 100 g de mandioca
- Calorias (Kcal)……………………160
- Proteínas (g)……………………..1,36
- Lipídeos (g)……………………….0,28
- Carboidratos (g)……………….38,06
- Fibras (g)……………………………1,8
- Cálcio (mg)………………………….19
- Vitamina C (mg)…………………20,6

## Toxicidade
A mandioca se difere das outras plantas produtoras de amido por seu teor de linamarina (beta-glicosídeo de acetona cianidrina), que pode gerar cianeto livre (ânion CN−) o qual, em água, forma ácido cianídrico, cianeto de hidrogênio ou cianureto de hidrogênio, (HCN),. composto extremamente volátil, porém, altamente tóxico podendo em pequenas quantidades provocar ataxia e morte Isto deve-se ao fato de que os cianetos iónicos se coordenam com íons férricos contidos no citocromo oxidase III da mitocondria, impedindo a redução do oxigênio em água da cadeia transportadora de elétrons, matando a pessoa exposta por sufocamento. Por esta razão é necessário o cozimento da Mandioca antes do seu consumo para que diminua o conteúdo de HCN para valores abaixo de 0,5 mg/kg de produto A dose letal de HCN para o ser humano oscila entre 50 a 60 mg/kg de peso-vivo.
Em relação à quantidade de HCN/kg na raiz fresca sem casca, as cultivares são classificadas em:
- mansas — aipim ou macaxeira (<50 mg), não têm sabor amargo e são usadas para consumo humano. O cozimento, fritura ou assamento são processamentos suficientes para torná-las seguras;
- moderadamente venenosas (entre 50 a 100 mg);
- bravas ou venenosas (> 100 mg), têm sabor amargo, são usadas somente para fins industriais e só podem ser consumidas após processadas, na forma de farinha, fécula e outros produtos.

A macaxeira (mandioca mansa, de mesa ou aipim), por apresentar baixos teores de ácido cianídrico (<50 mg/kg), pode ser consumida após pouco processamento culinário (cozer em água, ou leve cozedura seguido de fritura etc).
No entanto para a mandioca (mandioca braba), por apresentar altos teores de ácido cianídrico (>50 mg/kg), é necessário cozimento por um tempo mínimo de 50 horas a uma temperatura de 100 °C. A forma mais utilizada para alcançar isto é o processamento tradicional, que consiste na moagem seguida da retirada da manipuera (ou manipueira), líquido libertado que pode ser usado para a produzir goma e tucupi, e, por fim, a torrefação

## Produção agrícola

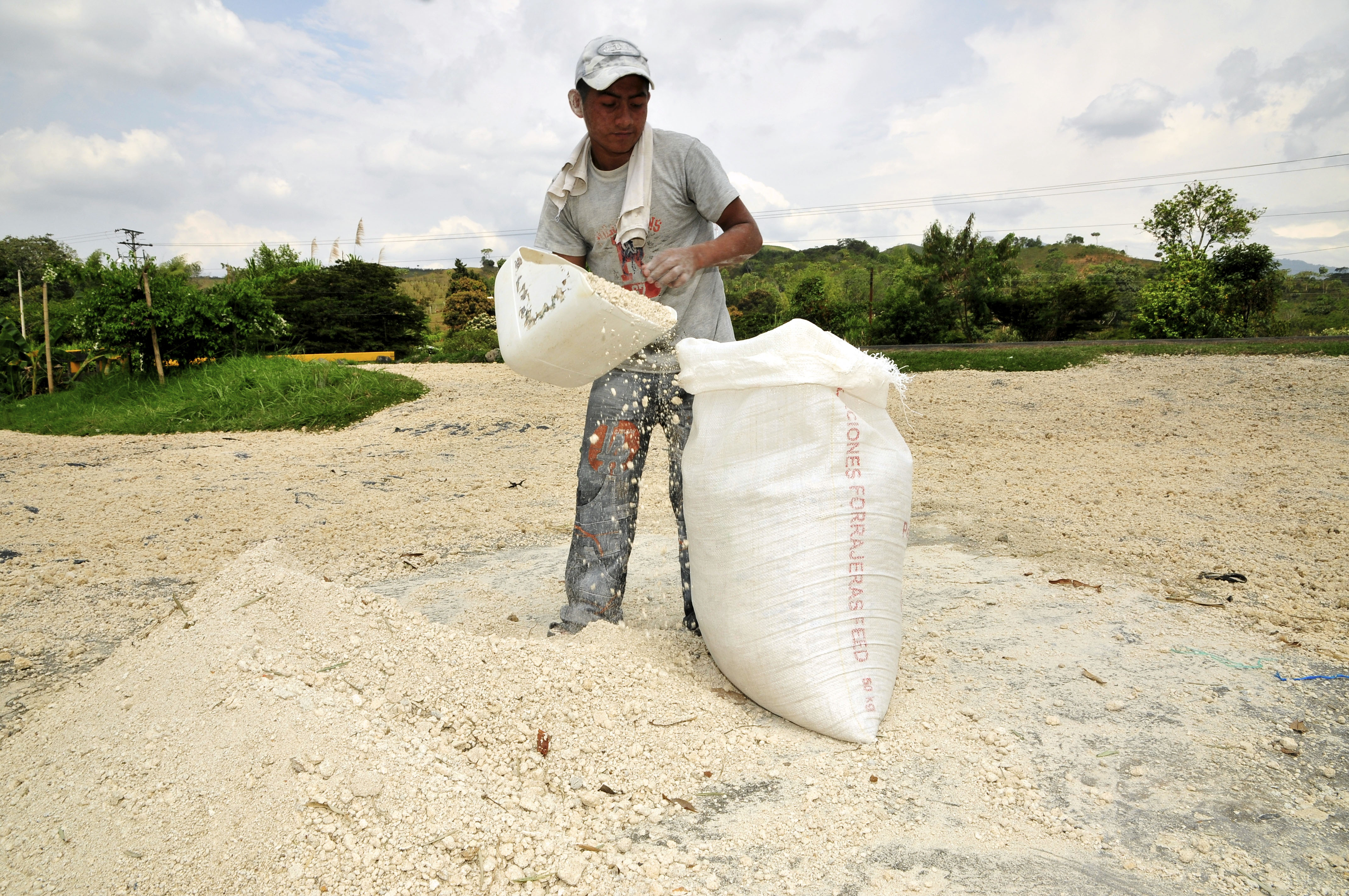
Processamento de mandioca em Cauca, na Colômbia

Segundo a FAO, a mandioca é plantada em mais de 100 países, sendo os maiores produtores a Nigéria, a Tailândia, o Brasil, a Indonésia, Angola, Gana e a República Democrática do Congo, respectivamente. Segundo a FAO, em 2008, foram produzidas aproximadamente  25,9 milhões de toneladas,  no Brasil; 8,9 milhões, em Angola; 5 milhões, em Moçambique; 50 mil, em Timor-Leste; 48 mil, em Guiné-Bissau e 6,3 mil toneladas, em São Tomé e Príncipe.
Em 2016, a Nigéria liderava a produção de mandioca em raiz com 20%, seguida pela Tailândia (11%), Indonésia (9%) e Brasil (8%).
Em 2010, o rendimento médio foi de 12,5 toneladas por hectare de cultura da mandioca em todo o mundo. As fazendas de mandioca mais produtivas em todo o mundo estavam na Índia, com uma produtividade média nacional de 34,8 toneladas por hectare em 2010.
Os maiores produtores no Brasil são: Pará, Paraná, Bahia e Maranhão.
A mandioca desempenha um papel vital na segurança alimentar das economias rurais dos países da África subsariana devido à sua resistência à seca, baixa fertilidade do solo e pragas.

### Produção mundial
| País                                     | Produção em 2018 (toneladas anuais) |
| ---------------------------------------- | ----------------------------------- |
| Nigéria                                  | 59.475.202                          |
| Tailândia                                | 31.678.017                          |
| República do Congo                       | 29.952.479                          |
| Gana                                     | 20.845.960                          |
| Brasil                                   | 17.644.733                          |
| Indonésia                                | 16.119.020                          |
| Vietname                                 | 9.847.074                           |
| Angola                                   | 8.659.552                           |
| Moçambique                               | 8.525.451                           |
| Camboja                                  | 7.646.022                           |
| Total mundial                            | 277.808.759                         |
| Fonte: Food and Agriculture Organization |                                     |

## Lendas
O folclorista Câmara Cascudo registra alguns mitos sobre a mandioca. São eles:
Entre os parecis, povo de Mato Grosso, no Brasil, a história é a seguinte: Zatiamare e sua esposa Kôkôtêrô tiveram um par de filhos — o menino Zôkôôiê e uma menina, Atiolô — desprezada pelo pai, que a ela nunca falava senão por assobios. Amargurada pelo desprezo paterno, a menina pediu à mãe que a enterrasse viva; esta resistiu ao estranho apelo mas, ao fim de certo tempo, atendeu-a: a menina foi enterrada no cerrado, onde o calor a desagradou e, depois no campo, também lugar que a incomodara. Finalmente foi enterrada na mata, onde foi do seu agrado; recomendou à mãe para que não olhasse quando desse um grito, o que ocorreu após algum tempo. A mãe acorreu ao lugar, onde encontrou um belo e alto arbusto que ficou rasteiro quando ela se aproximou; a índia Kôkôtêrô, porém, cuidou da planta que mais tarde colheu do solo, descobrindo que era a mandioca.
Entre os bacairis, conta-se a lenda de um veado que salvara o bagadu (peixe da família Practocephalus) que, para recompensá-lo, deu-lhe mudas da mandioca que tinha ocultas sob o leito do rio. O veado conservou a planta para alimentação de sua família mas o herói dos bacairis, Keri, conseguiu pegar do animal a semente, que distribuiu entre as mulheres da tribo.
A lenda de Mani foi registrada em 1876, por Couto de Magalhães. Em domínio público, este foi o registro do folclorista:
"Em tempos idos, apareceu grávida a filha dum chefe selvagem, que residia nas imediações do lugar em que está hoje a cidade Santarém. O chefe quis punir no autor da desonra de sua filha a ofensa que sofrera seu orgulho e, para saber quem ele era, empregou debalde rogos, ameaças e por fim castigos severos. Tanto diante dos rogos como diante dos castigos a moça permaneceu inflexível, dizendo que nunca tinha tido relação com homem algum. O chefe tinha deliberado matá-la, quando lhe apareceu em sonho um homem branco que lhe disse que não matasse a moça, porque ela efetivamente era inocente, e não tinha tido relação com homem. Passados os nove meses, ela deu à luz uma menina lindíssima e branca, causando este último fato a surpresa não só da tribo como das nações vizinhas, que vieram visitar a criança, para ver aquela nova e desconhecida raça. A criança, que teve o nome de Mani e que andava e falava precocemente, morreu ao cabo de um ano, sem ter adoecido e sem dar mostras de dor. Foi ela enterrada dentro da própria casa, descobrindo-se e regando-se diariamente a sepultura, segundo o costume do povo. Ao cabo de algum tempo, brotou da cova uma planta que, por ser inteiramente desconhecida, deixaram de arrancar. Cresceu, floresceu e deu frutos. Os pássaros que comeram os frutos se embriagaram, e este fenômeno, desconhecido dos índios, aumentou-lhes a superstição pela planta. A terra afinal fendeu-se, cavaram-na e julgaram reconhecer no fruto que encontraram o corpo de Mani. Comeram-no e assim aprenderam a usar da mandioca."
Câmara Cascudo acrescenta que o nome "mandioca" advém de Mani + oca, significando "casa de Mani". É, segundo este autor, um mito tupi, recontado em obras posteriores, como Lendas dos Índios do Brasil, de Herbert Baldus (1946), e Antologia de Lendas dos Índios Brasileiros, de Alberto da Costa e Silva (1956).

## Utilização

### Culinária do Brasil

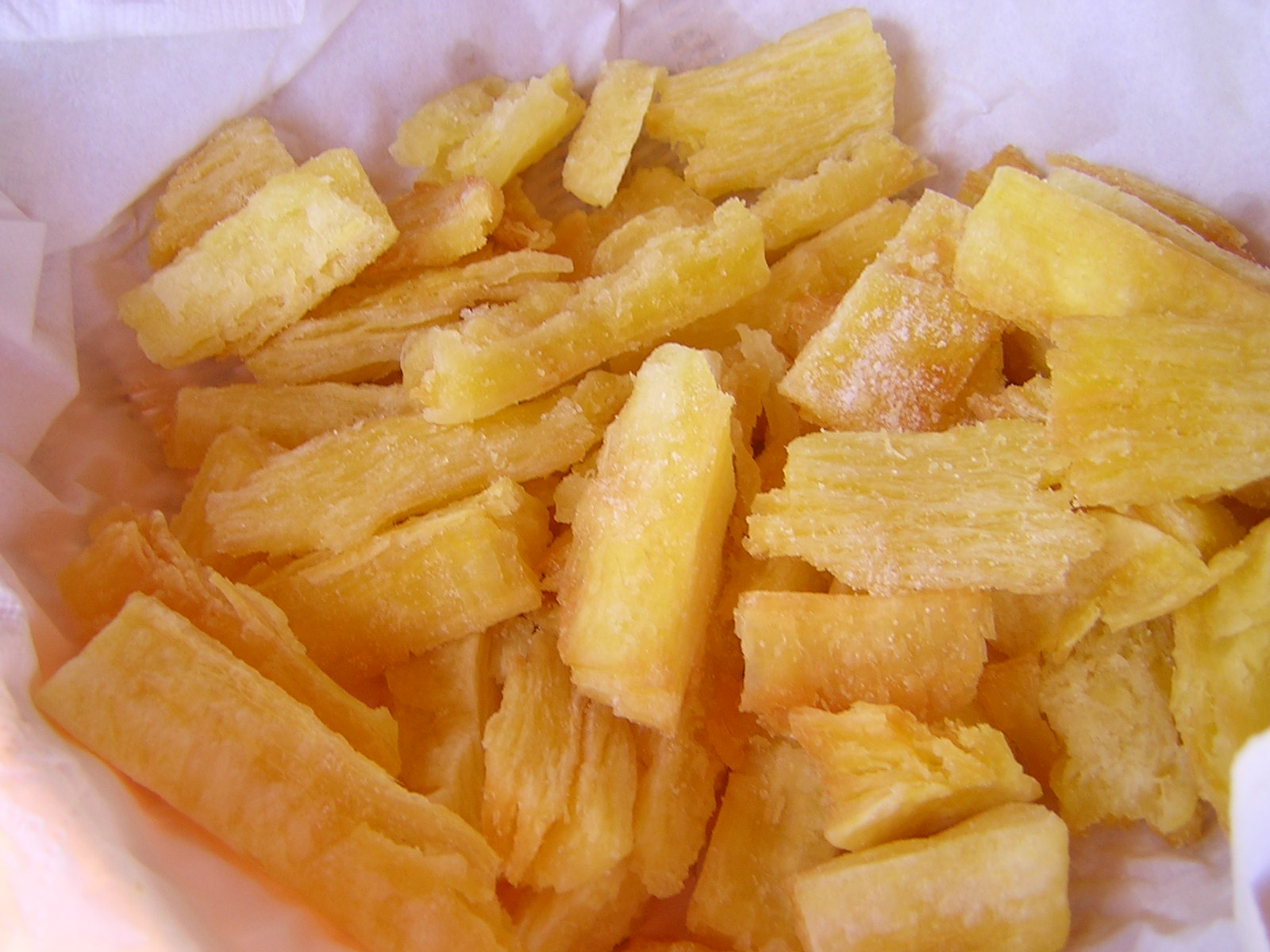
Mandioca frita na Guiana

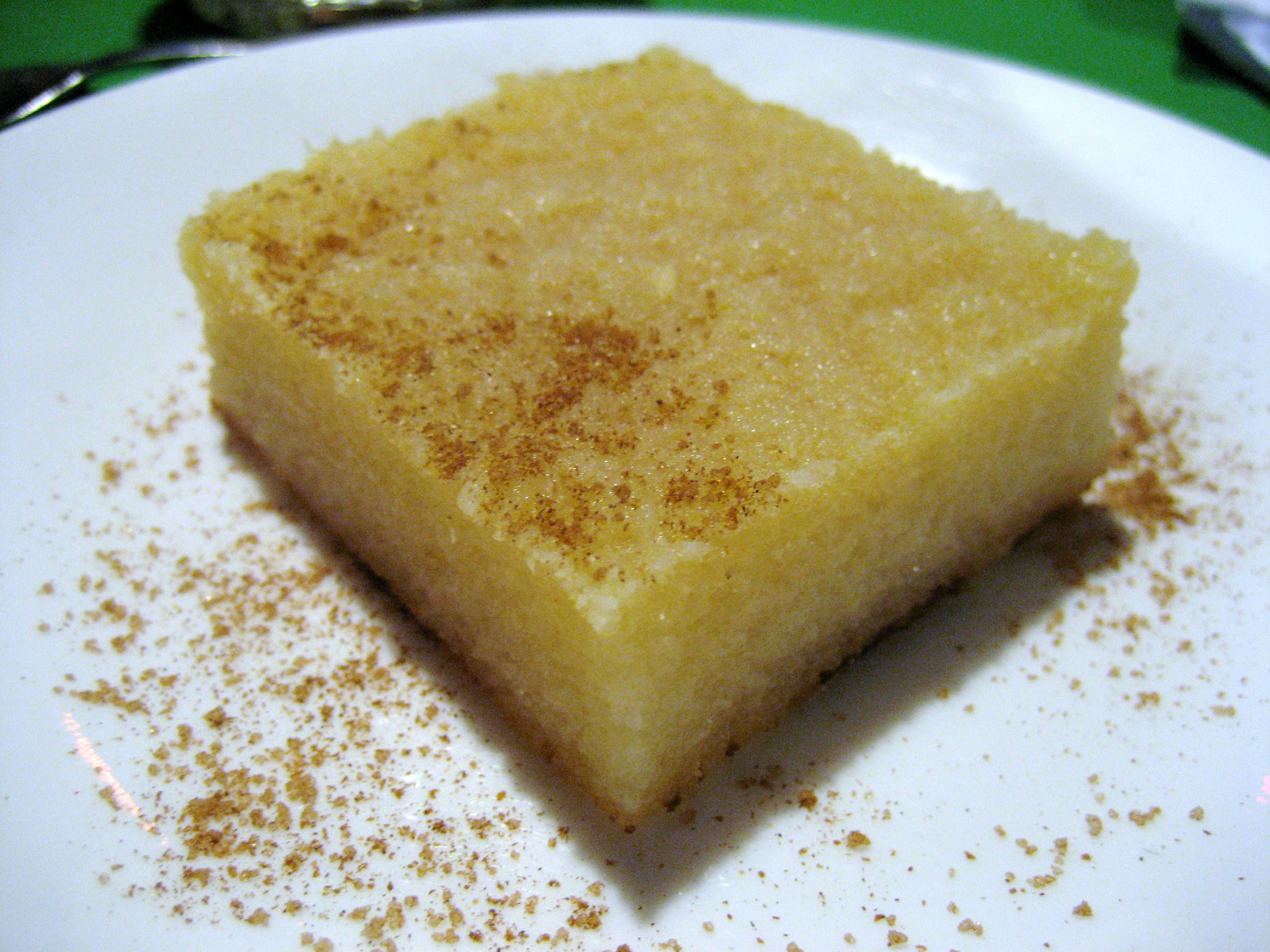
Pudim de mandioca em Belize

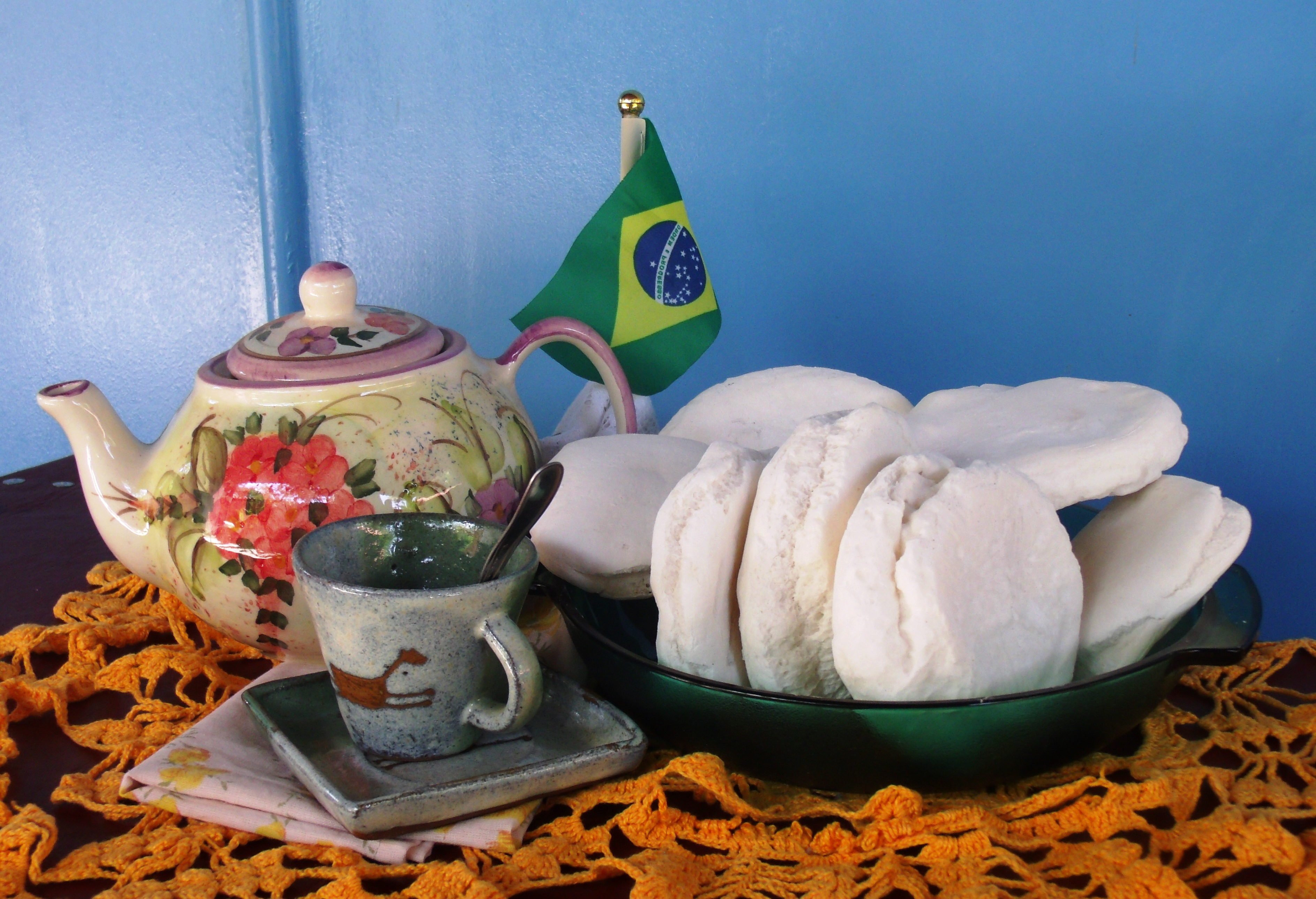
Broa de polvilho

Como encontra-se na clássica obra Casa-Grande & Senzala, ao chegarem ao Brasil, os primeiros europeus se espantaram com a fartura da farinha de mandioca, muito mais abundante e fácil de ser obtida que a farinha de trigo europeia. No Brasil Colônia, foi um dos principais alimentos utilizados pelos colonos. Em forma de farinha, integrava vários pratos como bolo, beiju, sopa, angu e, às vezes, misturada apenas com água ou com feijão e carne, quando havia. O amido da mandioca também pode ser processado em forma de bolinhas para formar o sagu.
Os tipos de farinhas comuns na região Norte do Brasil:
- Farinha-d'água
- Farinha de tapioca
- Farinha do uarini
- Farinha suruí

### Culinária da Colômbia
A carimañola é um prato típico colombiano e consiste em um tipo de bolinho de mandioca em forma de torta. Mandioca Breda foi preparado por membros do povo de Saliva na província de Casanare, Colômbia, no início de 1856.

### Culinária das Filipinas
Nas Filipinas, o bolo de mandioca ou Kakanin é uma das sobremesas caseiras mais populares e apreciadas. É feito a partir de mandioca ralada (Kamoteng Kahoy), misturado com leite de coco, ovos e manteiga e coberto com uma mistura de leite cremoso. É também chamado de cassava bibingka.

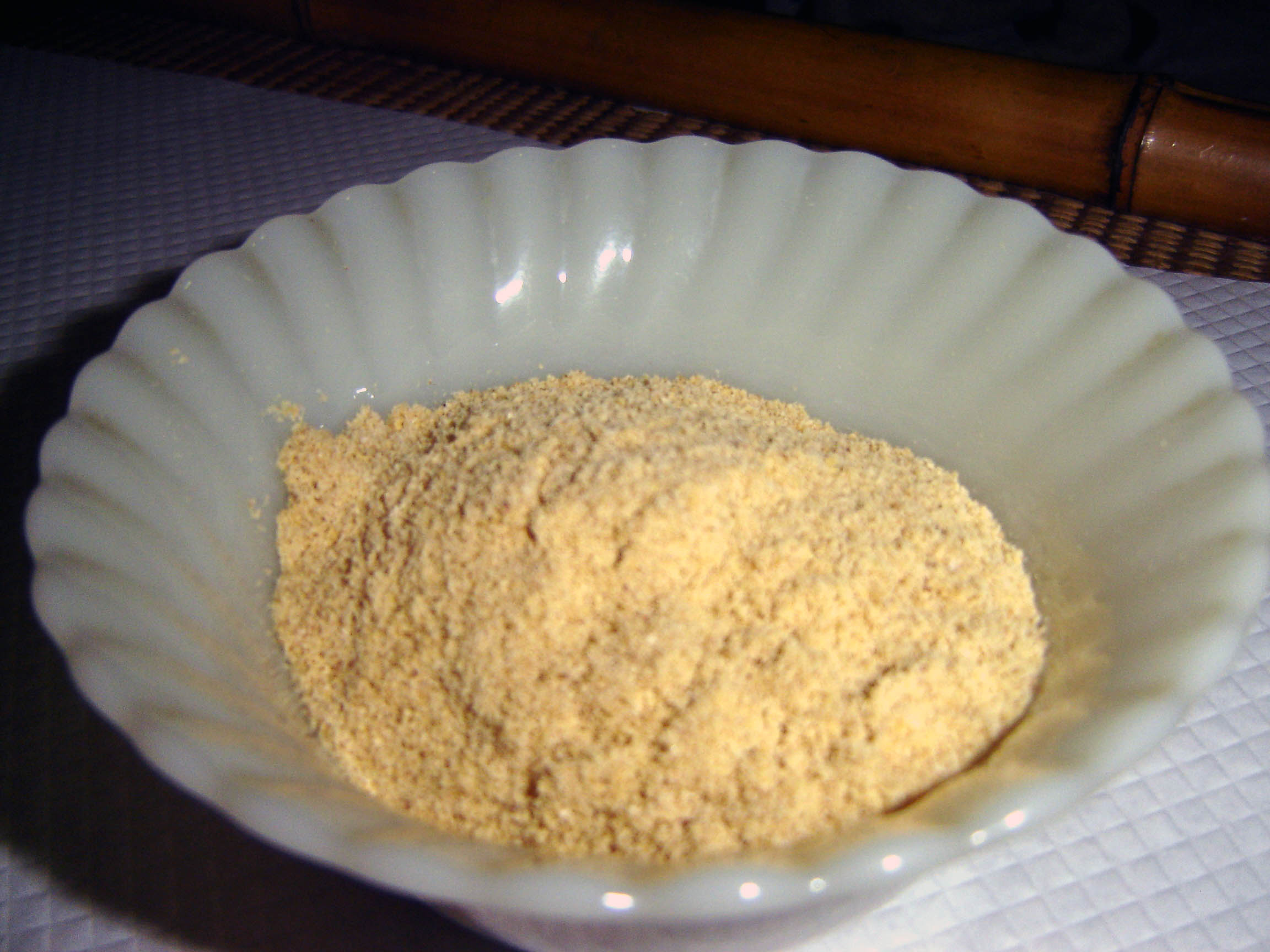
Farofa

No Brasil, a raiz tuberosa da mandioca é consumida de várias formas. Há muitos tipos de farinha de mandioca, que são resultantes da ralagem, prensagem e secagem da raiz da mandioca, e a farinha de tapioca ou polvilho, que é feita com o fino amido proveniente da decantação do caldo prensado da massa de mandioca. Da mandioca fermentada é produzida a puba.
Dela, também são feitas bebidas como o cauim (indígena), feito através de fermentação. Por meio de um processo de destilação, também é produzida uma cachaça ou aguardente de mandioca: a tiquira. Possui elevado teor alcoólico. É comum no estado do Maranhão mas é pouco conhecida no restante do Brasil.
Dela, também se faz outra farinha: o polvilho (fécula de mandioca), doce ou azedo, que serve para a preparação de diversas comidas típicas brasileiras, como o pão de queijo. Apesar de frequente em países da África e da Ásia, para onde foram levadas pelos colonizadores ibéricos, o hábito de se utilizar as folhas da planta para alimentação, no Brasil, só ocorre na Região Norte.
Na África, é comum consumir-se, além da raiz, também as folhas jovens em forma de esparregado. Em Moçambique, estas são piladas (moídas no pilão), juntamente com alho e a própria farinha seca da raiz e, depois, cozinhada normalmente com um marisco (caranguejo ou camarão); esta comida se chama matapa e é uma das mais populares da culinária moçambicana. Em Angola, este esparregado é conhecido como kissaca.
A farinha de mandioca comumente é preparada a partir da mandioca-brava. Para se extrair a manipuera, é necessário o uso do tipiti ou outro tipo de prensa. Dela, retira-se a caiarema ou carimã. No linguajar popular, polvilho.
"Manipuera" se origina dos termos tupis:
- Mani = o nome da menina,
- puera (guera) = tem o significado de ruim (a parte ruim da mani), o que já foi, velho.

### Uso pelos nativos americanos
| “ | Para sustento destes meninos, a farinha de pau era trazida do interior, da distância de 30 milhas. Como era muito trabalhoso e difícil por causa da aspereza do caminho, ao nosso Padre (Padre Manuel da Nóbrega) pareceu melhor no Senhor mudarmo-nos para esta povoação de índios, que se chama Piratininga.(...) Por isso, alguns dos irmãos mandados para esta aldeia no ano do Senhor de 1554, chegamos a ela a 25 de janeiro e celebramos a primeira missa numa casa pobrezinha e muito pequena no dia da conversão de São Paulo, e por isso dedicamos ao mesmo nome esta Casa. | ” |

A mandioca tinha uma enorme importância para a alimentação dos índios e dos primeiros colonizadores do Brasil e, como se vê acima no trecho de carta do Padre José de Anchieta de 1554, foi o motivo para a fundação da cidade de São Paulo.
Os cintas-largas de Mato Grosso e Rondônia obtinham a raiz de maneira peculiar: ao invés de arrancar o pé inteiro, como quase todos os outros índios faziam, suas mulheres cavavam o solo e removiam apenas as raízes grandes, deixando as menores se desenvolverem.
Os tupinambás da Bahia faziam a giroba, um tipo de cauim, que também servia como alimento. A mandioca era descascada, cortada em pedaços, cozida, socada em pilão, cozida novamente com mais água e colocada em vasilhame para fermentar. A massa cozida não era mastigada como na maioria dos cauins, sendo amassada no pilão e mesmo assim ocorria o processo de fermentação. As mães alimentavam crianças pequenas com a giroba, que, segundo a crença, permitia-lhes que se desenvolvessem em adultos fortes e saudáveis.
Nos estados do Maranhão, Piauí e Ceará, é produzida a tiquira, bebida resultante da destilação da mandioca.
Os araras do Pará, que eram nômades não cultivavam mandioca. Os omáguas do Alto Amazonas colhiam a mandioca e a enterravam deixando apodrecer parcialmente e assim a consumiam. Os camaiurás de Mato Grosso, para virar beiju, talhavam na madeira a pá, que apresentava a extremidade semi circular.
Os caiabis de Mato Grosso assavam a mandioca com casca na brasa, descartavam a casca e deixavam-na de molho na água. No outro dia, a mandioca era amassada e comida fria. Algumas tribos não conheciam o tipiti, como os paracanãs, do Pará. Faziam a farinha cortando a mandioca, cozendo-a e espremendo-a em uma esteira para remover a parte líquida. As bolas de mandioca eram secas em um jirau, desfeitas, peneiradas e torradas
Da mandioca, os ameríndios obtinham uma grande variedade de derivados:
Arumbé: massa de mandioca com pimenta.
Beiju: o pão de mandioca é feito em farelos e aspergido com água, resultando em uma massa grudenta que é espalhada sobre uma chapa quente, sendo continuamente virada de um lado e do outro.
Os caiabis de Mato Grosso faziam o beiju deixando a mandioca brava de molho por uns dias. Depois ela era descascada e bem seca ao sol. Ela era socada no pilão, umedecida e assada de um só lado. Os Txukahamãe  ou Megaron da mesma região envolviam a massa de mandioca em forma de quadrado em folha de bananeira e a colocavam entre pedras aquecidas, cobriam-na com mais folhas e terra e a deixavam assar por horas. Os xirianás de Roraima assavam não só o beiju nos largos discos de argila, como também carnes de caça.
Um modo diferente de preparar o beiju era praticado pelos Haló’ T´é Sú de Mato Grosso. Removiam as cinzas e brasas do fogo e no local colocavam a farinha, que era comprimida até formar os beijus. As cinzas e brasas eram sobre eles colocadas, que ficavam assados em quinze minutos. As brasas eram removidas com uma vareta e os beijus batidos para a remoção das cinzas.

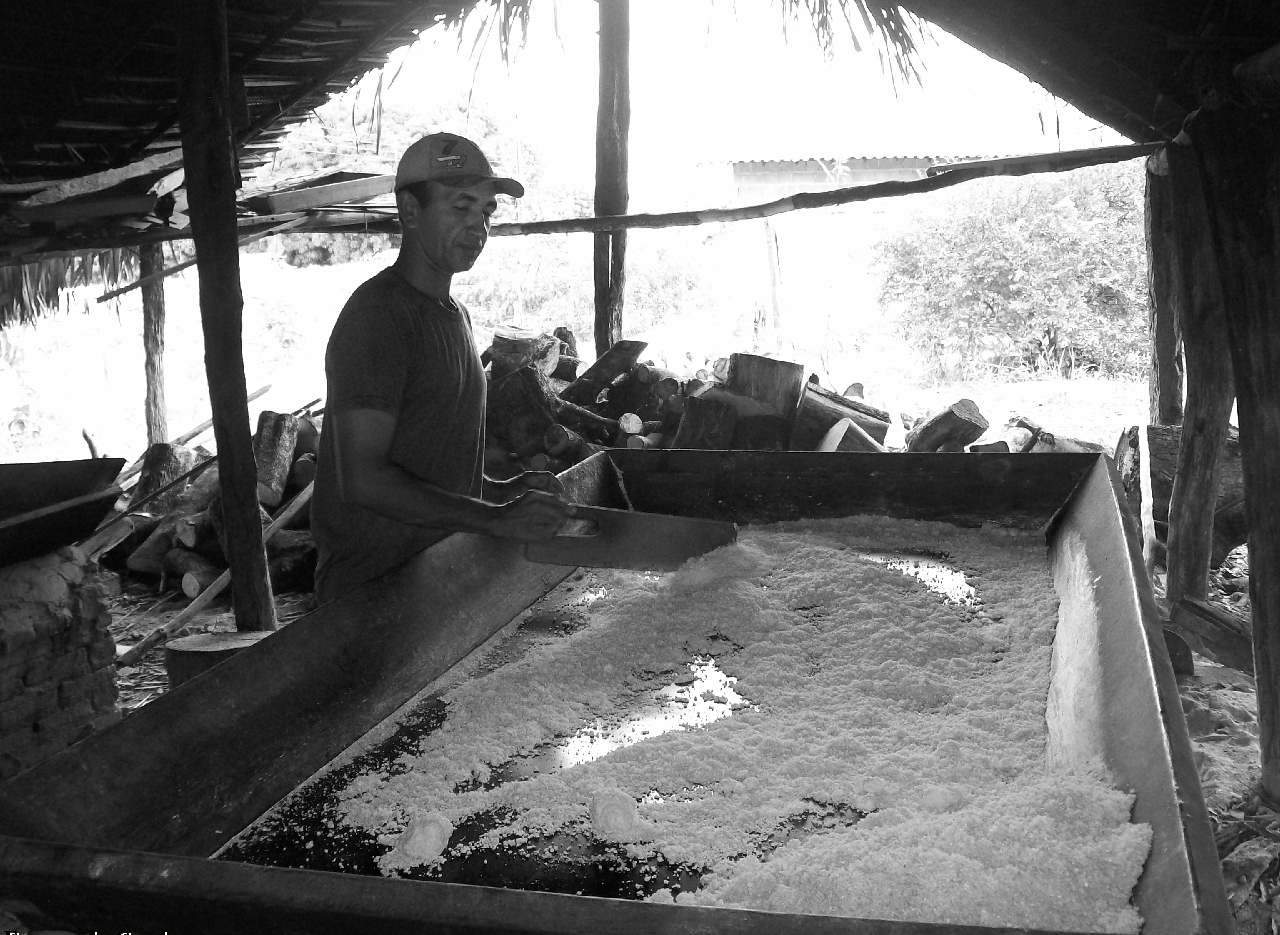
Fabricação de farinha de mandioca de modo artesanal, no interior do município de São Miguel do Tocantins, em Tocantins, no Brasil.

Os nativos das Américas preparavam vários tipos de beijus e outros pratos derivados da mandioca:
- Aaru — beiju de massa de mandioca com tatu moqueado e moído.[52]
- Beiju-açu — beiju de massa de mandioca peneirada e torrada.[53]
- Beiju-cambraia — feito com massa de tapioca, alvo, tenro e quase transparente.[50][53]
- Beiju-carimã — beiju utilizado para se fazer caxiri na festa da puberdade das moças.[50][53]
- Beiju-cica — de massa de mandioca fresca, cortado e torrado, com aparência de um folhado.[50][53]
- Beiju-curua — de massa de mandioca, sal e castanha ralada, envolto em folha de bananeira e assado.[50][53]
- Beiju-curuba — semelhante ao beiju curucaua, mas a castanha de caju ou a castanha-do-pará são adicionadas em pedaços e não raladas.[50][53]
- Beiju-curucaua — grande e chato, feito de tapioca granulada com castanha de caju ou castanha-do-pará ralada.[50][53]
- Beiju-enrodilhado — beiju normal, mas que é enrolado ao invés de dobrado em dois.[50][53]
- Beiju-mambeca — um tipo de beiju mole, que não era torrado, apenas aquecido para a massa aglutinar.[50][53]
- Beiju-marapatá — envolto em folhas de bananeira e assado sobre cinzas.[50][53]
- Beiju-peteca — pequeno beiju comprido de massa de mandioca puba, castanha e gordura.[50][53]
- Beiju-pixuna — usado em viagens, é grande e escuro.[50][53]

- Beiju-poqueca — assado envolto em folha de bananeira, contendo apenas massa de mandioca e sal.[50][53]
- Beiju-teica — de polvilho fresco de mandioca com farinha d’água.[50][53]
- Beiju-ticã — de massa de mandioca puba seca e socada.[50][53]
- Beiju-tinin — seco ao sol até endurecer.[50][53]
- Beiju-tininga — muito durável e feito de polvilho de mandioca puba, que é pilada depois de torrada.[50][53]
- Beiju-tipioca — de polvilho peneirado e torrado; outro tipo de beiju sem nome específico era feito com massa de mandioca com carne de caça previamente torrada e pilada.[50][53]
- Beijusicica — mingau de polvilho feito pelos Crichaná de Roraima.[54]
- Caxiri — a massa de mandioca é cozida com bastante água e a fermentação é causada pela adição de sobras de beiju velho ou pela mastigação da massa.[55]
- Cauim de amendoim — Um tipo de mingau feito com farinha de mandioca, amendoim torrado e moído e, às vezes, farinha de milho.[46]
- Chibé — bebida não alcoólica feita pela mistura de farinha de mandioca com água.[48][49]
- Curada — semelhante ao beiju, porém mais rico em polvilho e mais espesso.[41]

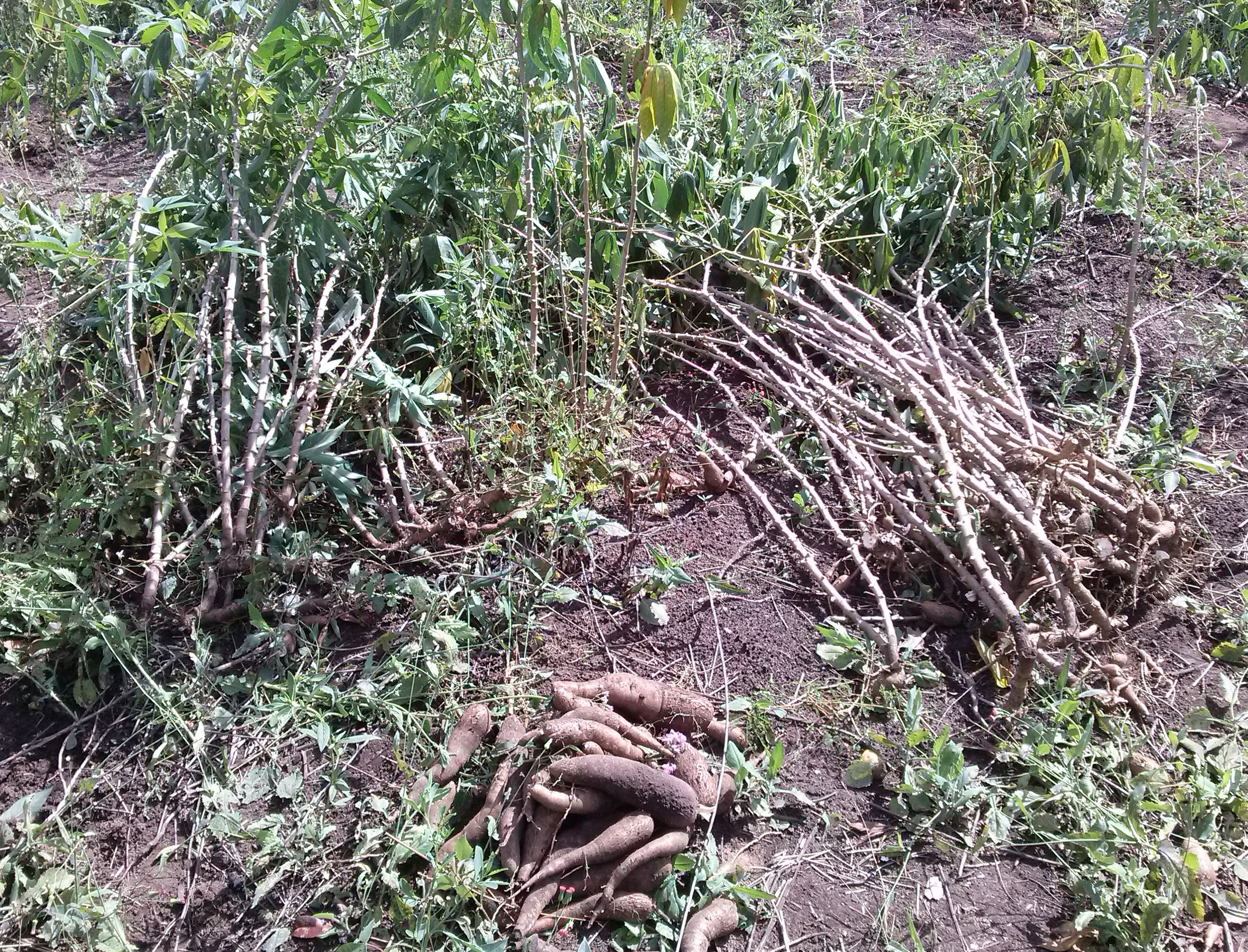
Colheita de mandioca, mostrando raízes e maniva.

- Farinha de mandioca — misturava-se a massa ralada da mandioca fresca com a da puba. Mandioca puba é a deixada por alguns dias de molho na água. A massa era espremida com a mão e depois com o auxílio do tipiti, para liberar a maior parte do seu líquido, que era aproveitado para se fazer o tucupi. A massa era torrada em recipiente circular de borda rasa e feita de barro.[49][50] Algumas tribos faziam a farinha apenas com a mandioca fresca.[56] Produziam mais dois tipos de farinha, a de guerra que continha apenas mandioca fresca e era muito cozida e a farinha mole feita de mandioca puba.[56] A primeira era também chamada de farinha seca e a segunda farinha d’água.[57] Tanto missionários como militares necessitados de farinha induziram os indígenas a produzir para eles, de certa forma obrigando-os a fazer cada vez roças maiores de mandioca.[41]
- Idizinho — mingau de mandioca dos Kalapalo de Mato Grosso.[52]
- Kanapé — Os caiabis de Mato Grosso faziam um tipo de pão redondo recheado de amendoim, por eles chamado de kanapé.  Para fazê-lo, socava-se mandioca ralada no pilão, passava-a pela peneira e a cozinhava com amendoim torrado inteiro e um pouco de mandioca doce. Quando atingia o ponto certo, a massa era deixada para esfriar e com ela eram feitos pães redondos que eram assados no moqueador. Na hora de comê-los, os pães eram esquentados no borralho, ficando torrados.[46]
- Ki-pú — líquido preparado com folhas de mandioca que eram deixadas para envelhecer por três ou quatro dias, sendo depois fervidas.[41]
- Mandioca assada — os índios também assavam a mandioca mansa inteira para comer.[56]
- Maniaca — caldo venenoso que sai da mandioca espremida. Depois de fervido, vira o tucupi.[52]
- Manicuera ou manipuera — era o líquido obtido quando se espremia a mandioca ralada e deixado em repouso por alguns dias ou esquentado para eliminar substâncias tóxicas. Era muito apreciado puro ou no caxiri. Com a adição de cará, batata-doce ou frutas, fazia-se uma sopa rala.[48]
- Mingau — os caiabis de Mato Grosso preparavam o mingau cortando a mandioca-doce em dois ou três pedaços sem descascar, ralando-a, espremendo-a e cozendo o suco por um longo período. Depois polvilho era acrescentado para engrossar. Outra maneira de o fazerem era ralando a mandioca doce e cozinhando-a em seu próprio líquido, onde era acrescentada farinha de milho ou de mandioca, além de  batata-doce e cará cozidos e amassados.[46]
- Mingau pitinga — mandioca ralada misturada com leite (de vaca ou de coco) e levada ao fogo, para engrossar.[58]
- Mingau de tapioca — a tapioca era cozida em água até formar uma substância gomosa, onde era acrescentado sal, açúcar ou suco de frutas. Os tucanos da Amazônia ingeriam este mingau pela manhã.[48]
- Pão de mandioca — os crixanás de Roraima faziam um pão de mandioca que era assado no moqueador e depois comido dissolvido na água.[54]

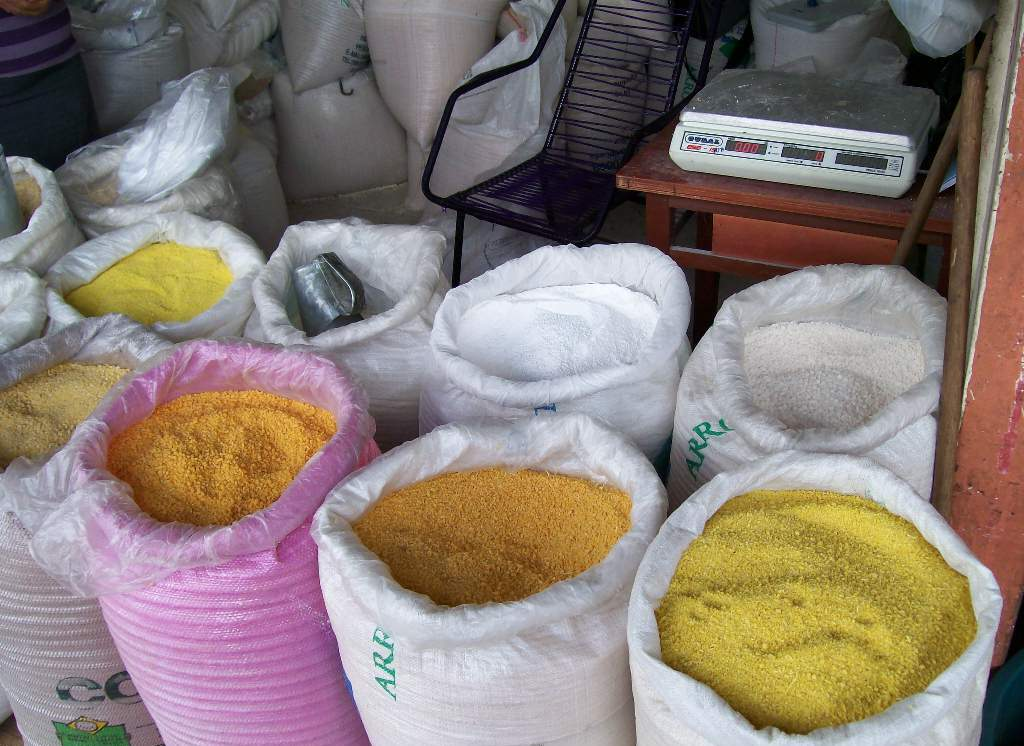
Diferentes tipos de farinha de mandioca à venda em Imperatriz, no Maranhão, no Brasil

- Pão de guerra — feito por índios de Itacoatiara, no Amazonas, o pão de guerra, cuja matéria-prima era a farinha de mandioca, apresentava a superfície esverdeada devido aos fungos e algas que nela se desenvolviam quando era armazenado.[50]
- Paparuto — bolo salgado feito de macaxeira (mandioca-doce) e carne de caça dos timbiras do Maranhão, Pará e Tocantins. Sobre o centro de folhas de bananeira brava dispostas em cruz espalha-se a macaxeira ralada. Sobre esta, pedaços de carne de caça com cerca de duzentas gramas são colocados e cobertos com macaxeira ralada. Os braços da cruz são dobrados sobre a massa, formando um quadrado de um metro de lado e alguns centímetros de espessura, que é amarrado com embira. Pedregulhos bem quentes, por terem ficado sobre a lenha de uma fogueira, são espalhados pelo chão e o pacote com a massa é colocado sobre eles. O pacote recebe outros pedregulhos quentes por cima e tudo é recoberto com folhas de bananeira brava e acima delas são depositadas folhas de palmeira. Por fim, tudo é recoberto com terra, assim permanecendo toda a noite. O paparuto pode ser feito com outro tipo de carne ou com peixe e a massa pode ser de milho ou favas.[59]
- Pisaregue — pão de mandioca dos calapalos de Mato Grosso.[52]
- Polvilho — o líquido que escorre da massa da mandioca é deixado decantar, formando um pó fino no fundo do recipiente.[49] Quando o pó era cozido, tornava-se um alimento semelhante ao beiju.[49]
- Tapioca — o polvilho é lavado, decantado várias vezes, em seguida é secado e passado em chapa quente, quando forma grânulo.[46][49]
- Tucupi — líquido que escorria da massa prensada da mandioca puba, que depois era fervido até tornar-se uma substância xaroposa e escura, sendo chamado de tucupi preto. Quando o líquido era temperado com sal, pimenta e alho e exposto ao sol, era chamado tucupi simples, e, quando fervido moderadamente, de tucupi cozido. Servia de molho para todo tipo de carne.[48][49][53]

### Produção de combustíveis
No início do Proálcool, nos anos 1970, a mandioca foi considerada como uma possível matéria-prima para a produção de álcool combustível no Brasil. Pesquisas brasileiras indicam que o amido da mandioca pode ser usado na produção do hidrogênio verde (ver: Bio-hidrogénio e Produção biológica de hidrogênio).